# Milow (chanteur)
Pour les articles homonymes, voir Milow.
Jonathan Vandenbroeck, connu sous le pseudonyme de Milow, né le 14 juillet 1981 à Borgerhout dans la Province d'Anvers, est un chanteur-compositeur belge. Il est le fondateur de Homerun Records qui distribue ses propres disques.

## Biographie
Milow est né à Borgerhout en tant que deuxième de quatre enfants, d’un père belge et d'une mère néerlandaise. Il a grandi à Wespelaar/Haacht juste à côté de Werchter. C'est ici que se tient le festival Rock Werchter, l'un des plus grands festivals annuels de musique rock d'Europe. Milow raconte que c'est le premier concert auquel il a assisté : en 1994, Il était allé voir les Pink Floyd qui effectuaient leur dernière tournée. Ce spectacle lui a donné envie de faire sa propre musique et il s’est donné l’objectif de se produire, un jour, au festival des Rock Werchter. Selon un documentaire diffusé sur la chaîne belge Canvas TV en décembre 2011, Milow a grandi dans une maison pleine d'instruments de musique et a suivi  des cours d'accordéon avec un professeur de musique local quand il était enfant. Puis, rapidement, il a commencé à prendre en parallèle des cours de piano et de guitare.
Durant l’année 1999-2000, Milow est allé en Californie dans le cadre d’un échange universitaire avec les programmes interculturels AFS. Là-bas, il a commencé à écrire et interpréter des chansons. Il a souvent dit dans ses interviews que ce voyage lui avait permis d'écrire des paroles de chansons en langue anglaise et qu'il avait toujours le sentiment qu'il reviendrait un jour en Californie.
En 2003, après avoir joué dans quelques groupes avec des amis du lycée, Jonathan a décidé de commencer à jouer des concerts en solo et a choisi « Milow » comme nom d'artiste. On lui a souvent demandé pourquoi ce pseudo mais il a répondu qu'il n'y avait pas vraiment de signification. C’est juste qu’il pensait simplement que ce serait plus facile pour un public international que son nom complet.
En 2004, Milow se fait remarquer pour la première fois au Concours de l’Humo's Rock Rally. Sa reprise de « Thunder Road » de Bruce Springsteen y fut même récompensée par une place en finale.

## Carrière musicale

### The Bigger Picture (2005–2007)
À l'été 2005, Milow enregistre son premier album The Bigger Picture avec Nigel Powell. Il sortira en Belgique courant janvier 2006 avec le propre label de Milow, Homerun Records. Le premier single de l'album, One of It, est sorti en novembre 2005 et a reçu une diffusion modérée sur les stations de radio belges Studio Brussel et Radio 1. Les critiques dans la presse belge sont bonnes et l'album est resté sept semaines dans les charts belges en atteignant la 10e place.
Le journal flamand De Standaard a proposé à Milow une chronique dans leur édition en ligne. Milow accepte et rédige des articles entre 2005 et 2009 sur le blog intitulé Off the Record. Dans ses articles, il parle des hauts et des bas du chanteur auteur compositeur interprète.
La reconnaissance nationale de Milow est venue avec la sortie du single You Don't Know produit par Jo Francken. Après un démarrage lent, You Don't Know est devenu l'un des plus grands succès en Belgique en 2007.
Le 28 juin 2007, Milow lance sa carrière sur scène en faisant la première partie du Pyramid Marquee au festival  Rock Werchter. Fin 2007, Milow a remporté trois prix lors de la première édition des Music Industry Awards (MIA) en Belgique : Révélation, Meilleur clip (You Don't Know) et Chanson de l'année pour You Don't Know.

### Coming of Age / Milow & Ayo Technology(2008–2010)
L’été 2007, Milow a commencé à travailler sur son deuxième album Coming of Age avec Jo Francken. D’après les notes sur l'album, une grande partie a été enregistrée en trois jours avec  Tom Vanstiphout (en) et Nina Babet (qui ont tous deux rejoint le groupe de Milow début 2008), et Ruben Block. L’album sort le 1er février 2008 en Belgique sous le label Homerun Records. Les deux singles mis en avant sont « Dreamers and Renegades » et « The Ride ». Le succès est immédiat, l’album est entré directement 6e dans le palmarès belge des Ultratop 100 et a atteint la première place la semaine suivante.
Le 5 février 2008, Milow doit faire la promotion de son album «coming of age» sur la radio belge Studio Brussel. Afin que Milow montre son talent, la radio lui demande de faire la reprise  acoustique d’une chanson connue. Milow choisit « Ayo Technology » initialement interprétée par 50 Cent, Justin Timberlake et Timbaland. Au cours des mois suivants, Milow a commencé à jouer cette chanson  lors de ses concerts et, au vu du succès de cette dernière, il finit par enregistrer un single avec Jo Francken et Tom Vanstiphout (en). Le single est sorti en Belgique en septembre 2008 et une fois le clip mis en ligne, elle reçoit des critiques dithyrambiques de la part de Time magazine, Kanye West et Perez Hilton.
Le clip officiel d’« Ayo Technology » s’est avéré être un énorme succès. Il est vu plus de 67 millions de fois sur YouTube. Le single a atteint la place de no 1 en Belgique, aux Pays-Bas, en Suède, en Suisse et au Danemark, numéro deux en Allemagne, en Espagne, en Autriche et dans le top 10 en France, en Italie et en Finlande et enfin numéro 1 sur la première liste Spotify. La chanson a été un énorme succès commercial, recevant une certification platine en Allemagne, Suède, Suisse, Belgique, Autriche, Danemark et une certification or en Espagne et aux Pays-Bas. Au 17 décembre 2010, « Ayo Technology » se classait au 6e rang des 100 meilleures chansons de l'année de CKOI / Montréal, selon Mediabase 24/7. Rien qu' en Allemagne plus de 300 000 exemplaires ont été vendus  , et dans le monde plus d'un million.
Profitant du succès du single « Ayo Technology », Milow sort son single "You Don't Know" dans toute l'Europe. C’est un énorme succès. Il est resté  157 semaines cumulées dans les charts européens. Numéro 7 aux Pays-Bas, Numéro 8 en Suisse, Numéro 15 en Allemagne et Numéro 21 en Autriche. En Suisse, « You don’t know » devient disque d'or et disque de platine en Belgique.
Entre 2009 et 2010, l'album « Coming of Age » a alors été renommé et reconditionné pour en faire un album de compilations baptisé « Milow ». Il est distribué en Europe continentale et au Canada comme premier album de Milow. L'album culmine au troisième rang du palmarès des 50 meilleurs albums allemands, au quatrième rang du palmarès des 100 meilleurs albums suisses et atteint le sommet des vingt premiers palmarès européens. En Allemagne et Suisse, il est disque de platine. En France, aux Pays-Bas et Belgique, il est disque d’or. Au total, l’album « Milow » s'est vendu à plus de 500 000 exemplaires en Europe continentale et au Canada.
En février 2009 et pour la deuxième année consécutive, Milow a été l'un des principaux lauréats des Music Industry Awards en Belgique, remportant cinq MIA Awards : meilleur artiste masculin, meilleur artiste pop, artiste le plus téléchargé, meilleur clip vidéo ("Ayo Technology") et la chanson de l'année ("Ayo Technology").
Le 6 juillet 2009, alors qu'il se rendait à Stuttgart pour faire la première partie de Jason Mraz, le bus touristique de Milow a pris feu et a brûlé complètement. Heureusement, plus de peur que de mal, le groupe et les instruments ont été sauvés. Le 29 septembre 2009, Milow a établi un record du monde , en se produisant devant 50 mineurs au fond de la mine Pyhäsalmi, à 1 430 mètres sous le niveau de la mer.
À l'automne 2009, Milow a sorti « Maybe Next Year » son premier album live et DVD, composé d'enregistrements réalisés lors de sa tournée entre 2008 et 2009.
En janvier 2010, Milow a réenregistré sa chanson "Out of My Hands" avec la chanteuse norvégienne Marit Larsen. Le single en duo est sorti le 12 février 2010 via la page Myspace de Milow et la page YouTube de Marit.
En janvier 2010, Milow a remporté le tout premier prix du public lors de la septième cérémonie annuelle des European Border Breaker Awards (EBBA) à Groningue, aux Pays-Bas. En acceptant le prix, il a remercié ses fans d'être "les premiers à croire en ma musique quand personne ne voulait me soutenir", avant d'exhorter le public à légitimement payer pour la musique qu'il aime,. Le 2 mars 2010, Milow a remporté devant Lady Gaga et Kings of Leon le prix du "Meilleur nouveau venu international" aux Swiss Music Awards à Zurich, en Suisse.
Le 8 décembre 2009, Milow est invité par Kiss FM pour donner un concert dans l'avion effectuant le vol Nice-Genève.

### Nord et Sud (2011-2014)
Lors de tournées en Europe en 2009 et 2010, Milow a commencé à écrire de nouvelles chansons et les a essayées lors de ses concerts. L'album North and South a été enregistré en Belgique avec Jo Francken en 2010. Cinq titres de l'album ont été mixés par  l’arrangeur Tony Maserati (connu pour son travail avec Jason Mraz, Beyoncé, Lady Gaga, Robbie Robertson et Sergio Mendes)
Le 1er avril 2011, Milow a sorti l'album North and South en Europe continentale et au Canada. Il est entré dans les charts : 3e aux Pays-Bas, 4e en Allemagne et 5e en Belgique et en Autriche. Ces succès sont couronnés par un disque d’or en Allemagne et un disque de platine en Belgique. Le premier single de l’album est "You and Me (In My Pocket)". Il est devenu un hit européen et a culminé à la troisième place des ventes en Allemagne, sixième en Belgique et en Autriche et dixième en Suisse. La chanson est couronnée par un disque d’or en Belgique, en Suisse et  en Autriche et un disque de platine en Allemagne avec plus de 350 000 exemplaires vendus. Ce titre est accompagné d’un clip réalisé par Isaac E. Gozin en une seule prise de vue.
Dans une interview accordée à PRI's The World, Milow dit que le titre Nord et Sud est un clin d'œil à toutes les tournées sans escale qu'il a effectuées, de l'Europe du Nord à l'Europe du Sud. La chanson " The Kingdom" de "North and South" faisait allusion  à la division politique en Belgique entre le Nord et le Sud du pays. Dans l'interview avec PRI's The World , Milow dit que c'est la première chanson politique qu'il ait écrite. Tout comme il l'avait prédit dans la chanson (« Where I'm from they don't like dreamers, they're told to shut their mouth »), Milow fut attaqué sur Twitter par des politiciens  flamands d’extrême droite après avoir donné une interview dans le journal De Standaard. Il y abordait le nouvel album et la politique belge.
Les 27 et 28 avril 2011, Milow a joué deux titres à guichets fermés d'affilée à l'Ancienne Belgique à Bruxelles, en Belgique. Le 8 juillet, Milow s'est produit pour la première fois au légendaire Montreux Jazz Festival en Suisse, le festival de musique le plus connu de Suisse et l'un des plus prestigieux d'Europe. Le 9 juillet, il a joué son plus gros concert à ce jour en Europe, devant 5 000 personnes à Munich, en Allemagne. Le 28 juillet 2011, Milow était en première partie de Jack Johnson à Wiesen, en Autriche, et a été invité sur scène pour interpréter la chanson de Jack Johnson "Breakdown".
La chanson pop teintée de folk "Little in the Middle" est sortie en juillet 2011 en tant que deuxième single de « North and South ». Il a atteint la première place des Airplay Charts en Belgique et en Autriche et atteint le top 10  en Allemagne et en Suisse. Après cette sortie, Milow a eu sa plus grande tournée en tête d'affiche jusqu'à présent avec plus de 50 concerts dans 12 pays.
En décembre 2011, Milow remporte 3 MIA : Meilleur artiste masculin, Meilleur Artiste et Meilleur Artiste pop. Cela porte son total à onze Music Industry Awards.
En février 2012, Milow a tenu une résidence de cinq nuits en solo à l’intimiste Hotel Cafe à Hollywood, en Californie. L'Hôtel Cafe est un lieu de musique live  connu pour aider à lancer la carrière de nouveaux auteurs-compositeurs-interprètes. La première performance solo de Milow à  l' Hotel Cafe a été filmée pour l'émission Last Call with Carson Daly, « You Don't Know » et « You and Me (In My Pocket) » ont été diffusées sur NBC le 9 février.
Depuis le début de sa carrière, Milow est un artiste multi-facette. Il est son propre manager et édite ses albums avec son propre label, Homerun Records.
En avril 2012, Milow annonce la sortie d’un EP de six chansons nommé Born in the Eighties. Le 10 juillet, le disque rentre sur le marché aux États-Unis.
Le 2 octobre 2012, Milow a joué pour la première fois en Asie à Pekin.
Le 19 décembre 2012, Milow est invité à chanter au Concert du Prix Nobel de la paix. Il y interprète "You don't know" et "You and me".

### Silver Linings / Modern Heart (2014-2018)
En avril 2014, Milow sort son quatrième album studio « Silver Linings ». Enregistré à Los Angeles aux studios d'enregistrement Fairfax, il a travaillé avec un plus large éventail de musiciens sur l'album, y compris des collaborateurs fréquents dont Jo Francken et Kevin Augunas ainsi que Clif Norrell , Larry Goldings et Matt Chamberlain. Un succès instantané, il devient son deuxième album en tête du palmarès des albums belges et atteint le top 10 en Allemagne. Silver Linings a engendré deux singles « We Must Be Crazy » et « Against the Tide ».
Voulant s'éloigner de ses sons pop acoustiques typiques, Milow décide alors de travailler avec  Brian Kennedy et James Fauntleroy à la recherche d'une direction plus urbaine sur son cinquième album studio Modern Heart .
Le 13 mai 2016, « Modern Heart », son sixième album, sort en Belgique, en Allemagne en Suisse et en Autriche. Le succès est immédiat et le propulse à la deuxième place des ventes en Belgique et à la neuvième place en Allemagne.

### Lean into me / Nice to meet you (depuis 2018)
En 2018, Milow participe à 20 concerts des « Night of the Proms » du 17 novembre au 22 décembre.
En 2019, Milow enregistre deux émissions de télé-réalité de concept similaire. 6 ou 7 artistes travaillent ensemble pour faire des reprises de chacun. La première émission est « Liefde voor muziek (nl) » et elle est diffusée sur la chaine belge VTM du 5 avril au 3 juin 2019. La deuxième est « Sing meinen Song (de) » et elle est diffusée sur la chaine Allemande VOX du 7 mai au 25 juin 2019. Durant cette dernière, Milow parfait son allemand et se permet même d’interpréter des chansons dans la langue de Goethe (Wiessen Tauben, Springsteen story). Un album de l’émission est publié à la fin de la diffusion. Cette même année, Milow sort le single « Lay your worry down » en duo avec Matt Simons qui sera sur la bande originale du film allemand « 100 dinge ».
Le 31 mai 2019, son septième album « Lean into me » sort dans les bacs  et sur les plateformes numériques. Cet album qui aborde des thèmes plus personnels rencontre le succès du public en atteignant la 5e place des charts en Belgique et la 11e en Allemagne.
Le 29 septembre 2019, il démarre le « Lean into me tour » par la Salle Den Atelier au Luxembourg. Celui-ci l’emmènera ensuite en Belgique, en Allemagne, aux Pays-Bas, en Autriche et en Suisse.
En décembre 2019, Milow sort le single « Nobody loves you like I do » et le publie sur tous les réseaux (Youtube, Twitter, Facebook…) 
Début 2020, il planifie de donner une suite au « Lean into me Tour», des concerts sont planifiés mais la crise mondiale du coronavirus survient et tout est annulé. Cloisonné chez lui en Californie, Milow décide de se mettre au travail pour confectionner un album Live avec les enregistrements faits sur le « Lean into me tour ». L’album « Dream so big eyes are wide » est publié en plein confinement le 20 avril 2020 sur les plateformes musicales.
Pendant l'été 2020, Milow participe au tournage de l'émission Beste Zangers (nl) qui est diffusé aux Pays-Bas à partir du 3 septembre 2020. Dans cette émission, Milow interprète des chansons en Anglais, en Flamand et en Français.
En 2021, Milow participe au Concours libre de la chanson européenne (de) en tant que représentant de la Belgique et termine troisième
En mai 2022, il sort l'album «Nice to meet you» avec des titres précédemment publiés en single ('ASAP', 'Whatever it takes', 'Delorean', 'How love works'). Cet album est le fruit d'une réflexion personnelle et de l'envie de mettre en arrière la période de confinement due au COVID-19. Les airs très entrainants des titres 'ASAP', 'Whatever it takes' et 'Delorean' contraste avec les mélodies des titres 'Nice to meet you' adressée à ses enfants ou 'Oscar' relatant la relation artistique avec son batteur décédé quelques années plus tôt.
Quelques mois plus tard, en mars 2023, Milow sort l'EP «Great to know you» venant compléter l'album «Nice to meet you». Cet EP est accompagné d'un documentaire du même nom qui explique la conception de l'album de 2022.

## Musiciens en concert
Dans ses concerts, Milow, chanteur et guitariste acoustique, est entouré de musiciens et de choristes.
- Tom Vanstiphout (en)  – Guitare/voix
- Nina Babet – Voix/Percussion
- Bart Delacourt – Basse
- Oscar Kraal – Batterie
- Remko Kuhne/Luc Weytjens – Clavier

Début mars 2020, Milow compte plus de 530 concerts dans environs 360 salles réparties sur 20 pays (17 européens, 2 américains et 1 asiatique).

## Discographie

### Collaborations hors album
| Année | Artiste             | Chanson                |
| ----- | ------------------- | ---------------------- |
| 2010  | Nona Mez            | Hard luck stories      |
| 2010  | Nona Mez            | Hey sister             |
| 2015  | Emma Bale (en)      | Fortune cookie         |
| 2017  | Sebastián Yatra     | Summer Days            |
| 2017  | Gamper & Dadoni     | Just Smile             |
| 2018  | La Fouine           | Lighters Up            |
| 2020  | Collectif WIER (de) | Best of us             |
| 2022  | Skip Marley (en)    | Until The Sun Comes Up |

### Reprises hors album
| Année | Artiste                                | Chanson                                                                          | Émission                           |
| ----- | -------------------------------------- | -------------------------------------------------------------------------------- | ---------------------------------- |
| 2007  | Oasis                                  | Champagne supernova                                                              | -                                  |
| 2009  | Bruce Springsteen                      | Thunder road                                                                     | Taratata                           |
| 2010  | Ryan Adams                             | Oh My Sweet Carolina                                                             | -                                  |
| 2011  | Adele                                  | Someone like you                                                                 | Giel Beelen 3FM radioshow          |
| 2011  | The Beatles                            | Two of us                                                                        | -                                  |
| 2012  | Passenger                              | Let her go                                                                       | Giel Beelen 3FM radioshow          |
| 2012  | Heather Nova                           | No surrender                                                                     | -                                  |
| 2014  | John Legend                            | All of me                                                                        | Radio Hamburg                      |
| 2014  | Family of the Year                     | Hero                                                                             | Giel Beelen 3FM radioshow          |
| 2014  | Coldplay                               | A sky full of stars                                                              | Giel Beelen 3FM radioshow          |
| 2014  | Tove Lo                                | Habits                                                                           | -                                  |
| 2016  | Sia                                    | The greatest                                                                     | -                                  |
| 2016  | Kygo                                   | Stole the show                                                                   | De Avondploeg (nl)                 |
| 2016  | Beyoncé                                | Daddy lessons                                                                    | Studio Brussel                     |
| 2016  | Beyoncé                                | I took a pill in Ibiza                                                           | Giel Beelen 3FM radioshow          |
| 2017  | Tina Turner                            | Don’t Turn Around                                                                | -                                  |
| 2019  | Wincent Weiss (de)                     | Springsteen Story                                                                | Sing meinen Song (de) (Saison 6)   |
| 2019  | Johannes Oerding                       | Weiße Tauben                                                                     | Sing meinen Song (de) (Saison 6)   |
| 2019  | Álvaro Soler                           | Too Close to the Sun (El mismo sol)                                              | Sing meinen Song (de) (Saison 6)   |
| 2019  | Jennifer Haben (de)                    | Songs of Love and Death                                                          | Sing meinen Song (de) (Saison 6)   |
| 2019  | Michael Patrick Kelly                  | One more Song                                                                    | Sing meinen Song (de) (Saison 6)   |
| 2019  | Jeanette Biedermann                    | As Good As It Gets (Ein Geschenk)                                                | Sing meinen Song (de) (Saison 6)   |
| 2019  | Bart Kaëll                             | Sleeping Bag                                                                     | Liefde voor muziek (nl) (Saison 5) |
| 2019  | Ilse DeLange                           | I'm not so tough                                                                 | Liefde voor muziek (nl) (Saison 5) |
| 2019  | Jan Leyers (nl)                        | Dat ze de mooiste is                                                             | Liefde voor muziek (nl) (Saison 5) |
| 2019  | Laura Tesoro                           | Tomorrow                                                                         | Liefde voor muziek (nl) (Saison 5) |
| 2019  | Kommil Foo (nl)                        | Ruimtevaarder                                                                    | Liefde voor muziek (nl) (Saison 5) |
| 2019  | Stef Kamil Carlens                     | TV Song                                                                          | Liefde voor muziek (nl) (Saison 5) |
| 2019  | Gorki                                  | Mia                                                                              | Liefde voor muziek (nl) (Saison 5) |
| 2020  | Diggy Dex (nl)                         | Morgen Komt het goed                                                             | Beste Zangers (nl) (Saison 13)     |
| 2020  | Suzan & Freek                          | When The sun goes down                                                           | Beste Zangers (nl) (Saison 13)     |
| 2020  | Sanne Hans (nl)                        | Giving up on you                                                                 | Beste Zangers (nl) (Saison 13)     |
| 2020  | Bob Marley                             | Redemption song                                                                  | Beste Zangers (nl) (Saison 13)     |
| 2020  | Stef Bos                               | Is dit nu later                                                                  | Beste Zangers (nl) (Saison 13)     |
| 2020  | Wulf (en)                              | Regarde le soleil                                                                | Beste Zangers (nl) (Saison 13)     |
| 2020  | Creedence Clearwater Revival           | Have you ever seen the rain? (Duo avec Sanne Hans (nl))                          | Beste Zangers (nl) (Saison 13)     |
| 2020  | Ed Sheeran                             | Best part of me (Duo avec Tabitha (nl))                                          | Beste Zangers (nl) (Saison 13)     |
| 2020  | Macklemore & Ryan Lewis & Mary Lambert | Same Love (Duo avec Diggy Dex (nl))                                              | Beste Zangers (nl) (Saison 13)     |
| 2020  | Michael Schulte                        | Being Home (Avec Michael Schulte, Matt Simons, Aloe Blacc et Stefanie Heinzmann) | Antenne Bayern                     |
| 2021  | The Weeknd                             | Blinding Lights                                                                  | Qmusic                             |
| 2021  | Glass Animals                          | Heat Waves                                                                       | Qmusic                             |
| 2021  | Jason Derulo                           | Savage Love                                                                      | Qmusic                             |
| 2021  | Ava Max                                | Sweet But Psycho                                                                 | Qmusic                             |
| 2021  | Coldplay                               | Viva la Vida                                                                     | NPO Radio 2                        |

### Charts albums
| Année | Titre               | Chart positions | Chart positions | Chart positions | Chart positions | Chart positions | Chart positions | Chart positions | Chart positions | Chart positions |
| Année | Titre               | BE              | NL              | GER             | AT              | CH              | SE              | FRA             | UK              | EU              |
| ----- | ------------------- | --------------- | --------------- | --------------- | --------------- | --------------- | --------------- | --------------- | --------------- | --------------- |
| 2006  | The Bigger Picture  | 10              | 78              | -               | -               | -               | -               | -               | -               | -               |
| 2008  | Coming of age       | 1               | 17              | -               | -               | -               | -               | -               | -               | -               |
| 2009  | Milow               | 26              | 17              | 3               | 10              | 4               | 38              | 17              | -               | -               |
| 2009  | Maybe next year     | -               | 7               | -               | 66              | 87              | -               | -               | -               | -               |
| 2011  | North and South     | 5               | 3               | 4               | 12              | 5               | -               | 35              | -               |                 |
| 2012  | From North to South | 9               | -               | -               | -               | -               | -               | -               | -               | -               |
| 2014  | Silver linings      | 1               | -               | 7               | 22              | 12              | -               | -               | -               | -               |
| 2016  | Modern heart        | 2               | -               | 9               | 37              | 31              | -               | -               | -               | -               |
| 2019  | Lean into me        | 5               | -               | 11              | 24              | 15              | -               | -               | -               | -               |
| 2022  | Nice to meet you    |                 |                 |                 |                 |                 |                 |                 |                 |                 |

### Charts singles
| Année | Titre                      | Chart positions | Chart positions | Chart positions | Chart positions | Chart positions | Chart positions | Chart positions | Chart positions | Chart positions | Album                                   |
| Année | Titre                      | BE              | NL              | GER             | AT              | CH              | SE              | TUR             | UK              | EU              | Album                                   |
| ----- | -------------------------- | --------------- | --------------- | --------------- | --------------- | --------------- | --------------- | --------------- | --------------- | --------------- | --------------------------------------- |
| 2005  | More Familiar              | -               | -               | -               | -               | -               | -               | -               | -               | -               | (Non-Album)                             |
| 2005  | One of It                  | -               | -               | -               | -               | -               | -               | -               | -               | -               | (Non-Album)                             |
| 2006  | Excuse to Try              | -               | -               | -               | -               | -               | -               | -               | -               | -               | (Non-Album)                             |
| 2006  | Landslide                  | -               | -               | -               | -               | -               | -               | -               | -               | -               | "The Bigger Picture"                    |
| 2006  | You Don't Know             | 3               | 7               | 15              | -               | -               | -               | -               | -               | 54              | "The Bigger Picture"                    |
| 2007  | Dreamers and Renegades     | 24              | -               | -               | -               | -               | -               | -               | -               | -               | "The Bigger Picture"                    |
| 2008  | The Ride                   | 41              | -               | -               | -               | -               | -               | -               | -               | -               | "Coming of Age" / "Milow" (GER, AT, CH) |
| 2008  | Ayo Technology             | 1               | 1               | 2               | 2               | 1               | 1               | 16              | -               | 17              | "Coming of Age" / "Milow" (GER, AT, CH) |
| 2016  | Howling at the moon        | 3               | 64              | 18              | 15              | 71              | -               | -               | -               | -               | "Modern Heart"                          |
| 2019  | Help                       | 49              | -               | -               | -               | -               | -               | -               | -               | -               | "Lean into me"                          |
| 2019  | Sleeping Bag               | 47              | -               | -               | -               | -               | -               | -               | -               | -               | "Lean into me"                          |
| 2019  | Nobody needs you like I do | 5               | -               | 11              | 24              | 15              | -               | -               | -               | -               | (Non-Album)                             |
| 2020  | Whatever It Takes          | 18              | -               | -               | -               | -               | -               | -               | -               | -               | (Non-Album)                             |
| 2020  | First day of my Life       | 28              | -               | -               | -               | -               | -               | -               | -               | -               | (Non-Album)                             |
| 2021  | ASAP                       | 36              | -               | -               | -               | -               | -               | -               | -               | -               | (Non-Album)                             |

## Récompenses
| Année | Événements                     | Récompenses                                                   |
| ----- | ------------------------------ | ------------------------------------------------------------- |
| 2007  | TMF Awards                     | Meilleur artiste                                              |
| 2007  | Music Industry Awards          | Meilleur vidéo                                                |
| 2007  | Music Industry Awards          | Meilleur chanson (You don't know)                             |
| 2007  | Music Industry Awards          | Révélation masculine                                          |
| 2008  | Music Industry Awards          | Meilleur vidéo                                                |
| 2008  | Music Industry Awards          | Meilleur chanson (Ayo Technology)                             |
| 2008  | Music Industry Awards          | Meilleur artiste pop                                          |
| 2008  | Music Industry Awards          | Meilleur artiste solo                                         |
| 2008  | Music Industry Awards          | Artiste le plus téléchargé                                    |
| 2009  | MTV Europe Music Awards 2009   | Nommé dans la catégorie meilleur artiste Belge et Néerlandais |
| 2010  | Swiss Music Awards             | Révélation internationale de 2009                             |
| 2010  | European Border Breakers Award | Prix du public                                                |
| 2010  | European Border Breakers Award | Artiste belge le plus vendu en Europe                         |
| 2011  | Music Industry Awards          | Meilleur artiste solo                                         |
| 2011  | Music Industry Awards          | Meilleur artiste pop                                          |
| 2011  | Music Industry Awards          | Meilleur Concert                                              |
| 2012  | De Jimmie (nl)                 | Meilleur chanteur national                                    |
| 2012  | De Jimmie (nl)                 | Meilleur clip national                                        |
| 2012  | MTV Europe Music Awards 2012   | Meilleur artiste belge                                        |

## Galerie photo

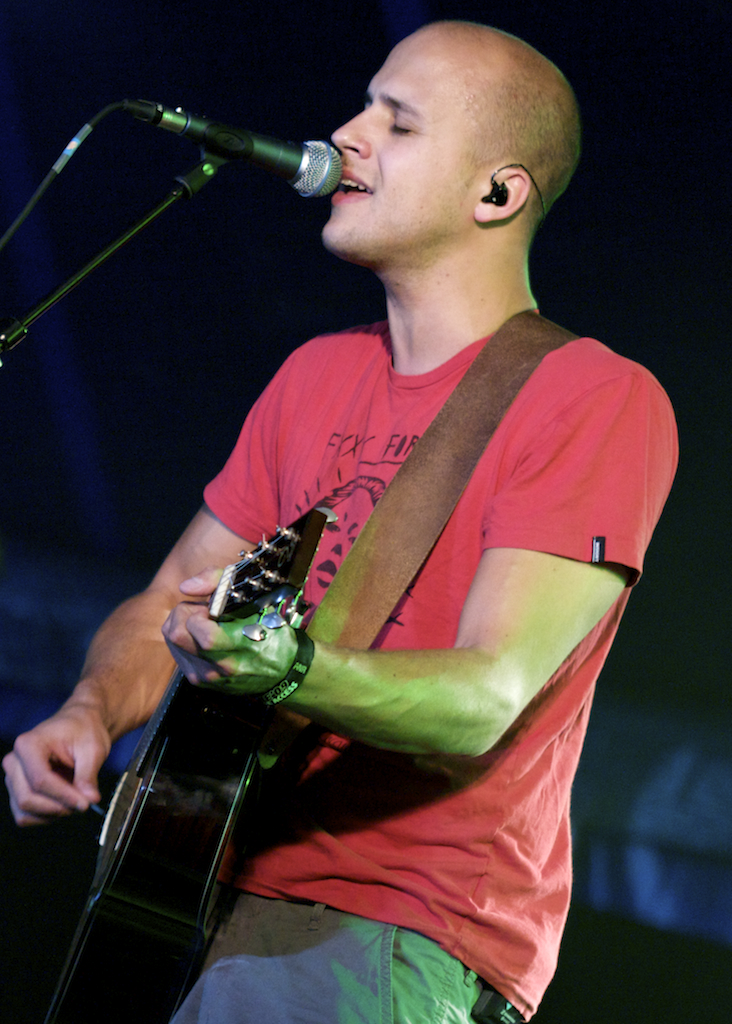
Milow live.
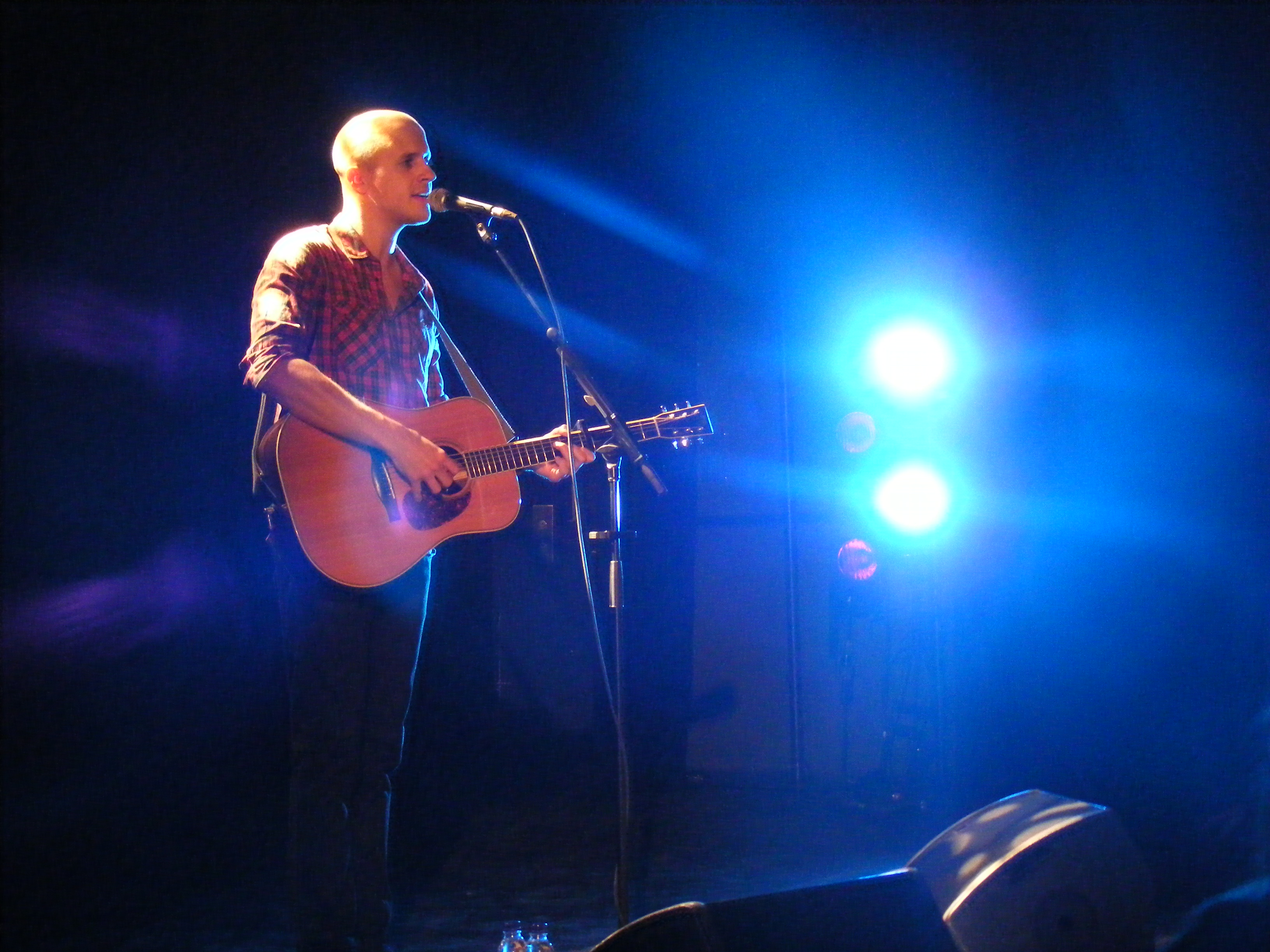
Milow en concert le 15 mars 2010 à Montréal.
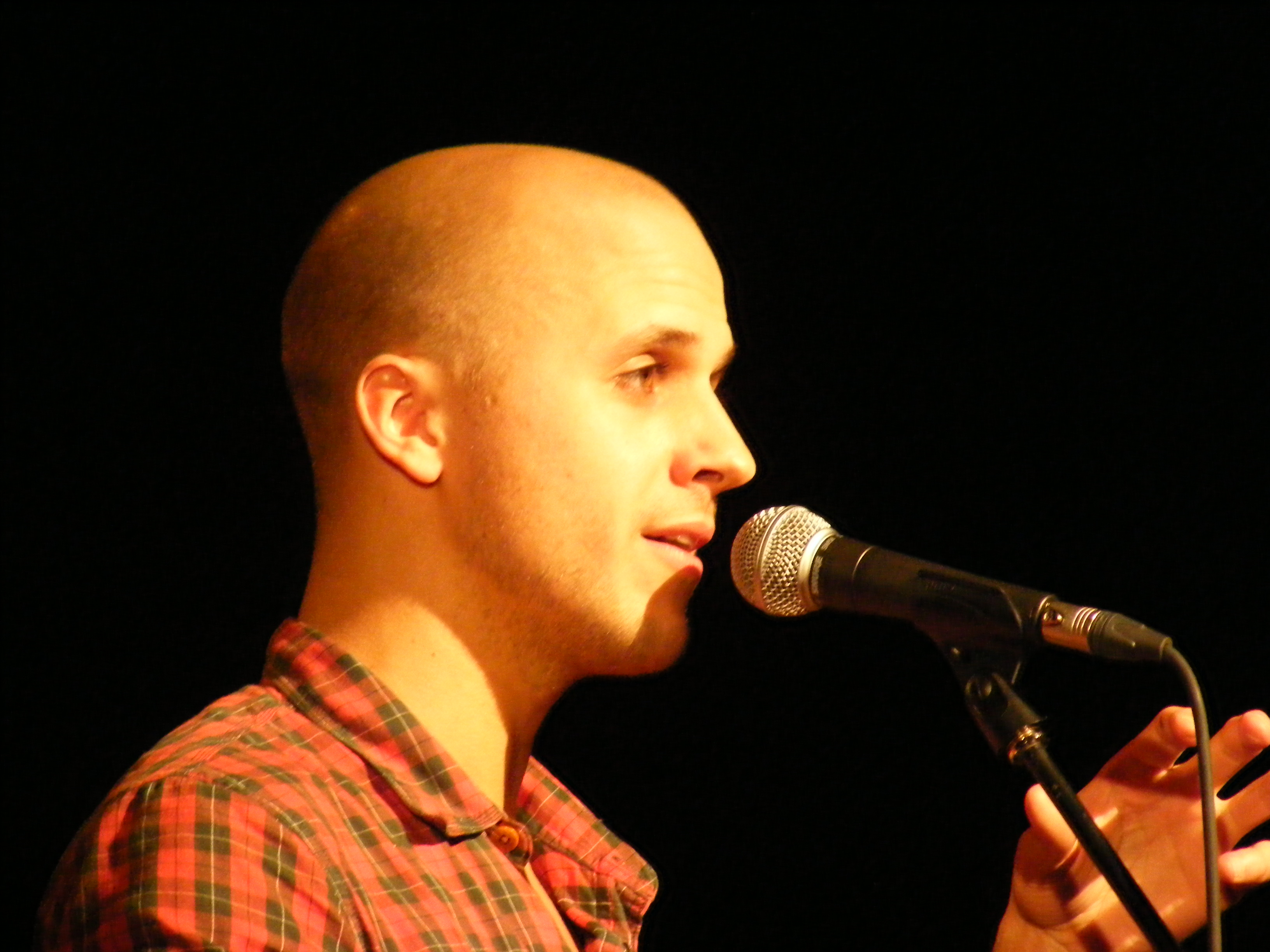
Milow en concert le 15 mars 2010 à Montréal.
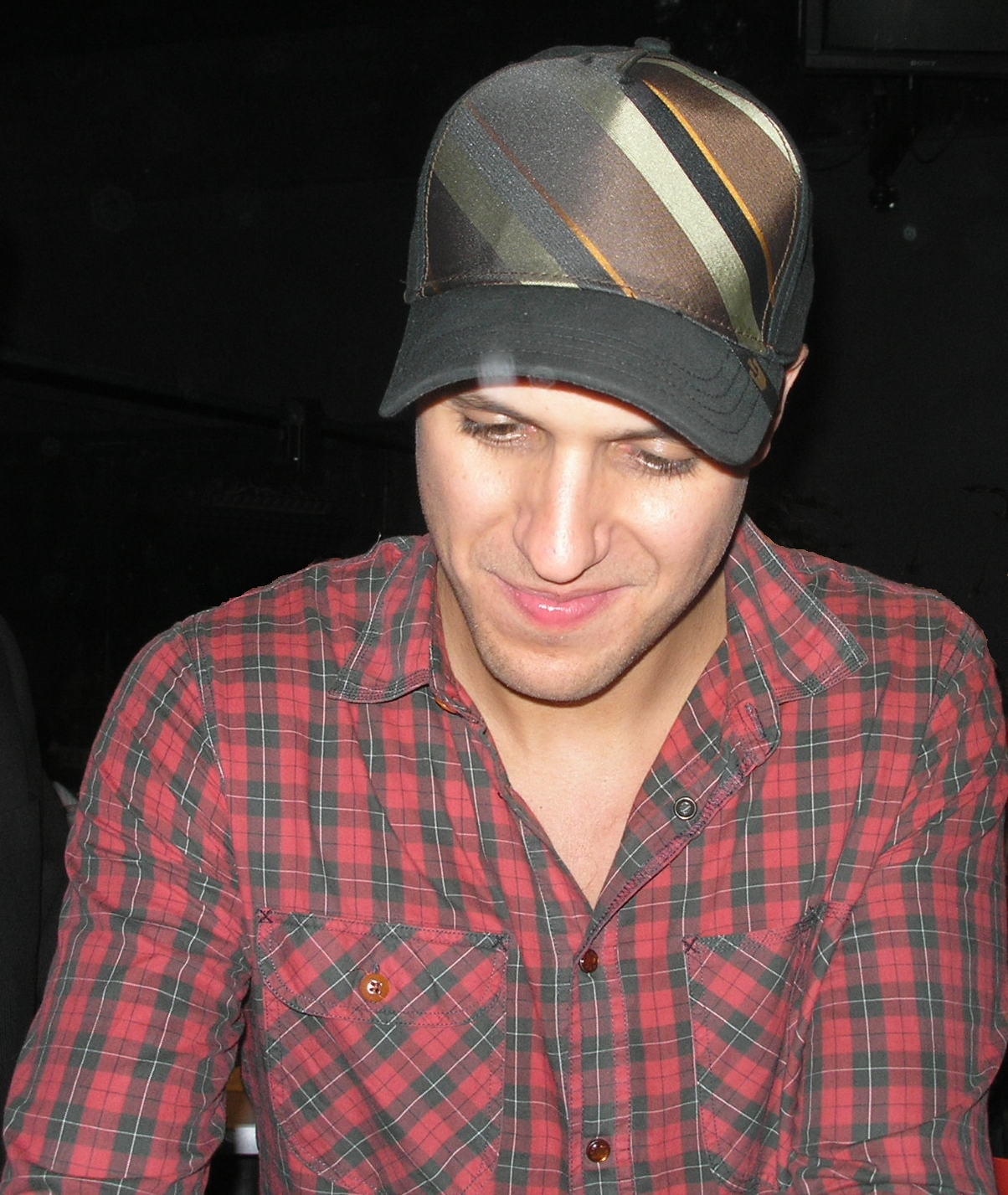
Milow
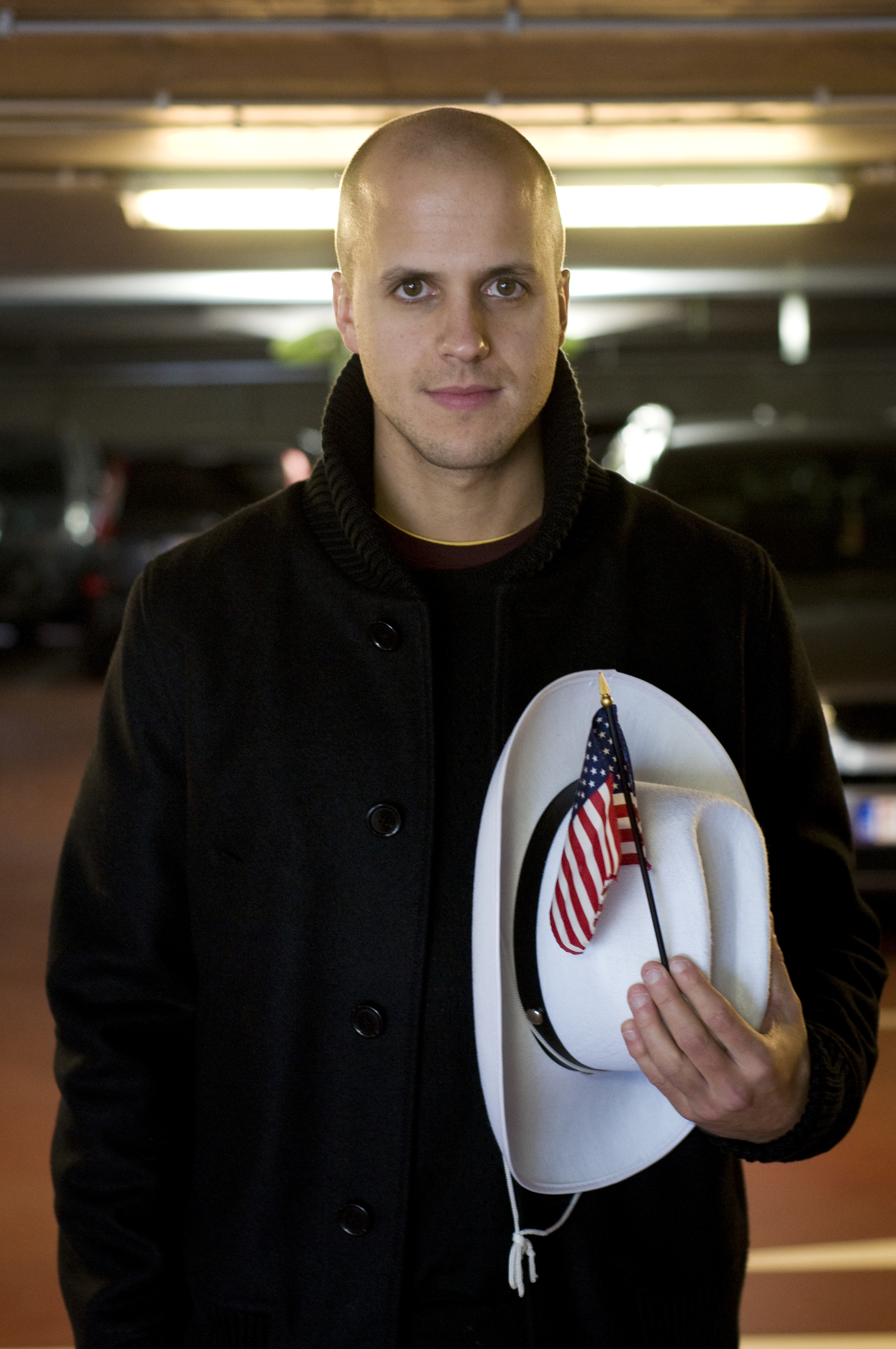
Milow
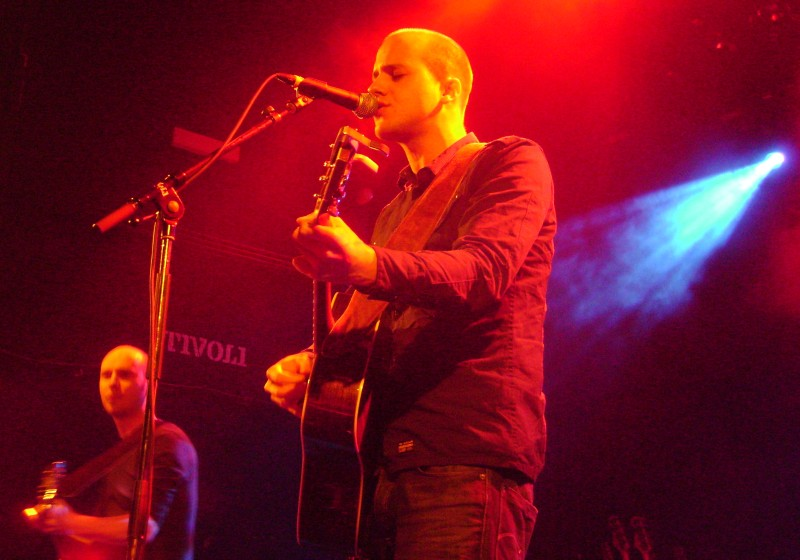
Milow en concert le 26 mars 2008 à Utrecht.
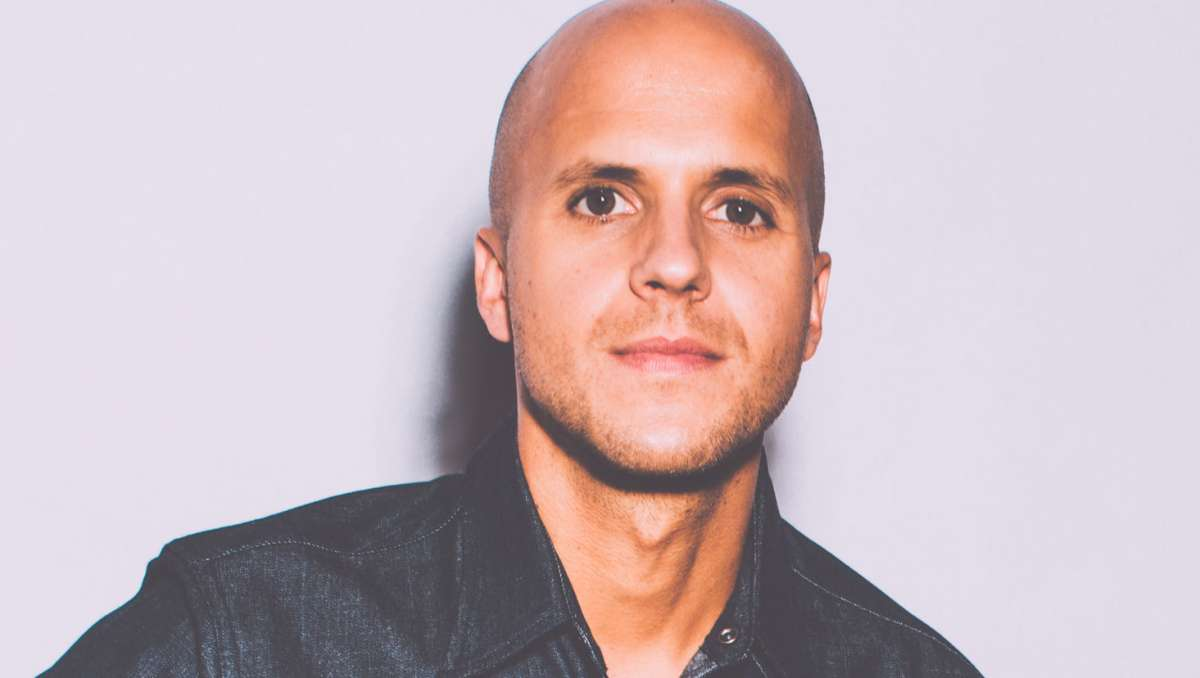
Milow (2016).
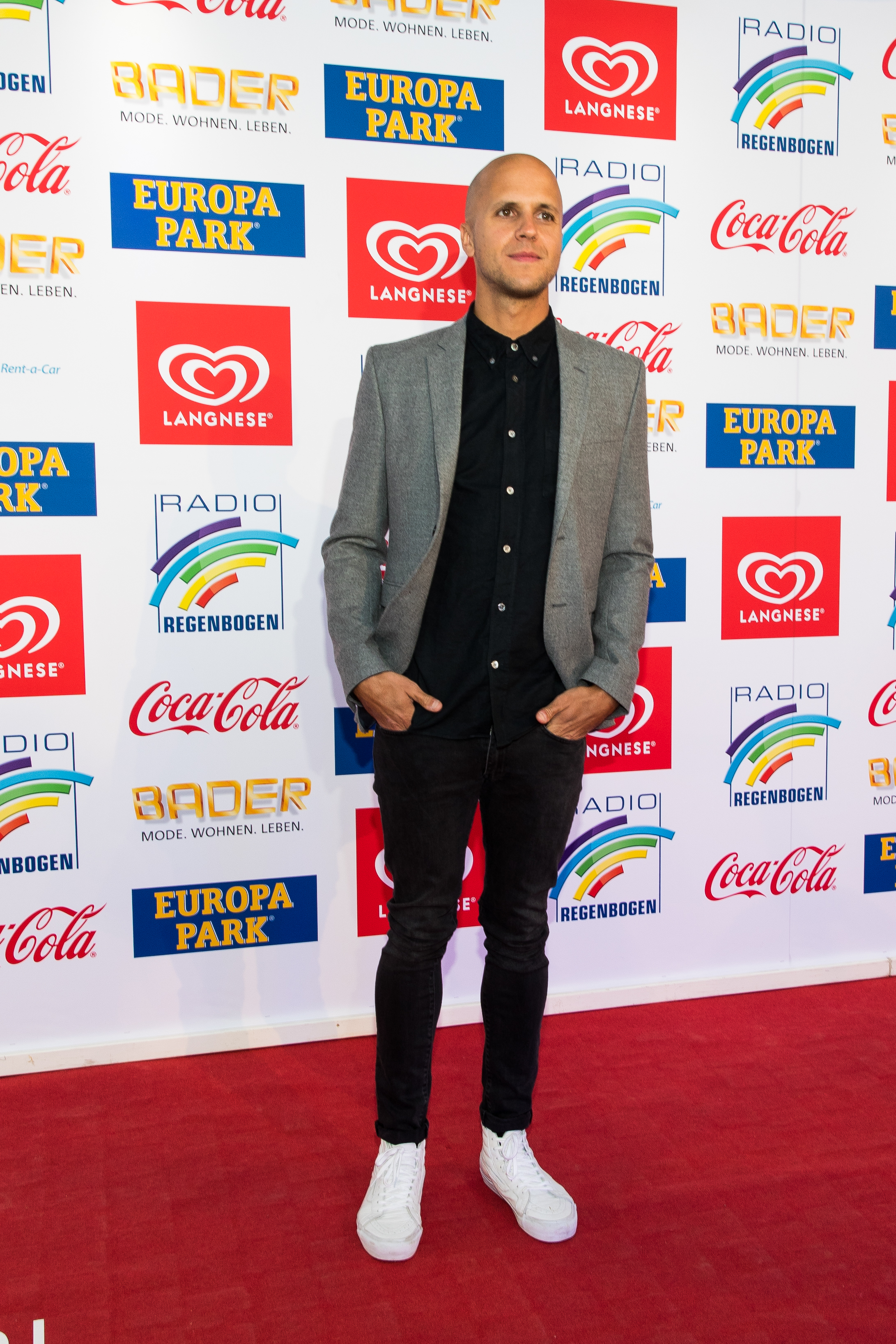
Milow (2017).